# Fire in the Hole
Albums de Brand Nubian
The Very Best of Brand Nubian
(2001) Time's Runnin' Out
(2007)
Fire in the Hole est le cinquième album studio de Brand Nubian, sorti le 10 août 2004.
L'album s'est classé 57e au Top R&B/Hip-Hop Albums.

## Liste des titres
| No  | Titre                                                                    | Contient un (des) sample(s) de                                  | Durée |
| --- | ------------------------------------------------------------------------ | --------------------------------------------------------------- | ----- |
| 1.  | Who Wanna Be A Star? (It's Brand Nu Baby!) (Produit par Lord Jamar)      |                                                                 | 4:13  |
| 2.  | Young Son (Produit par Lord Jamar)                                       | The Hurt de Cat Stevens                                         | 4:31  |
| 3.  | Where Are You Now? (featuring Starr – Produit par Lord Jamar et Sadat X) | Wishful Thinking de Black Ivory Wishful Thinking de J.J. Barnes | 4:17  |
| 4.  | Just Don't Learn                                                         | What's Your Name des Moments                                    | 5:14  |
| 5.  | Still Livin' in the Ghetto (featuring Starr – Produit par Lord Jamar)    |                                                                 | 5:43  |
| 6.  | Momma (Produit par DJ Alamo)                                             | What a Wonderful Thing Love Is d'Al Green                       | 5:05  |
| 7.  | Got a Knot (Produit par Grand Puba et Lord Jamar)                        |                                                                 | 4:26  |
| 8.  | Coming Years (Produit par Lord Jamar)                                    | Child of Tomorrow de Barbara Mason                              | 4:18  |
| 9.  | Whatever Happened…? (Produit par Lord Jamar)                             |                                                                 | 4:05  |
| 10. | Always Mine (Produit par Lord Jamar)                                     | You'll Always Be Mine des Impressions                           | 4:02  |
| 11. | Ooh Child (featuring Aisha Mike – Produit par Grand Puba et Lord Jamar)  | O-o-h Child des Five Stairsteps                                 | 4:45  |
| 12. | Soldier's Story (Produit par Lord Jamar)                                 |                                                                 | 5:37  |